# Dasymys rufulus
Dasymys rufulus és una espècie de mamífer rosegador de la família dels múrids. Viu a Benín, Costa d'Ivori, Gàmbia, Ghana, Guinea, Guinea Bissau, Libèria, Mali, Nigèria, el Senegal, Sierra Leone i Togo. Els seus hàbitats naturals són els aiguamolls i les zones humides. Es desconeix si hi ha cap amenaça significativa per a la supervivència d'aquesta espècie. El seu nom específic, rufulus, significa ‘rogenc’ en llatí.